# FM Music Group
Die FM Music Group GmbH ist ein 2013 gegründetes Schweizer Musikunternehmen mit Hauptsitz in Zürich. Der Schwerpunkt des Unternehmens liegt auf zeitgenössischer Pop-Musik. Die FM Music Group GmbH besteht (Stand 2023) aus drei Personen.

## Das Unternehmen
Die FM Music Group setzt sich aus 3 verschiedenen Divisionen zusammen:
- FrontLine Music, die Artist Management und Booking Agentur. FrontLine Music ist die älteste Division der FM Music Group und existiert bereits seit 2007 als eigenständiges Konstrukt. Zu den Vertragspartnern von Frontline Music gehören beispielsweise die Künstler Loco Escrito, Port Polar und das Produzenten-Duo A-Tunes.
- Frontline Publishing, der Verlag. Im Verlagskatalog der FrontLine Publishing sind unter anderem Werke von Künstlern wie: Loco Escrito, Port Polar, Hernik Amschler (HSA), bonboi, LCone, Freezy, TASHAN, Landro, Rino, Chekaa, Mondetto, Mimiks und weitere.
- FarMore Records, das Label. Es beschäftigt sich hauptsächlich mit dem Aufbauen junger Künstler sowie ihrem Vermarkten.

Seit 2018 gehört zur FM Music Group GmbH das Bieler Label NoHook!, das sich auf die Hip Hop Szene der Schweiz konzertiert und voranbringt.

## Veröffentlichungen
- 2022: Loco Escrito - Fernando (Platz 2 in den Schweizer Albumcharts)
- 2017: Ali - Erol (Platz 5 in den Schweizer Albumcharts)
- 2017: Mimiks - Jong & Hässig Reloaded (Platz 1 in den Schweizer Albumcharts)
- 2016: Freezy - Us de Vortadt (Platz 8 in den Schweizer Albumcharts)
- 2016: Mimiks - C.R.A.C.K (Platz 2 in den Schweizer Albumcharts)
- 2014: Freezy - Flugangst (Platz 25 in den Schweizer Albumcharts)
- 2014: Loco Escrito - Mi Vida Es Mía (Platz 28 in den Schweizer Albumcharts)
- 2014: Mimiks - VodkaZombieRambogang (Platz 1 in den Schweizer Albumcharts)

## Biographie
Zu den relevantesten Errungenschaften des Labels gehören unter anderem die Veröffentlichung der Alben des Schweizer Rappers Mimiks. Sein 2014 erschienenes Album VodkaZombieRamboGang erreichte Platz 1 der Schweizer Albumcharts. 2017 veröffentlicht das Label mit Jong & Hässig Reloaded ein weiteres Mimiks-Album, das ebenfalls Platz 1 der Schweizer Musikcharts erreichte und im Zuge dessen der Künstler zudem mit dem MTV Award für den Best Swiss Act ausgezeichnet wurde. Mit dem Künstler Loco Escrito konnte das Label auch erstmals internationale Erfolge verzeichnen. 2017 erreichte Loco Escritos Single Sin Ti Platz 1 der Schweizer Singlecharts. Darauf folgten Erfolge von Loco Escrito, unter anderem das Gewinnen von drei Swiss Music Awards in Folge mit Adios (2019), Punto (2020) und Amame (2021) in der Kategorie Best Hit, zusätzlich hat er einem Swiss Music Award als Best Male Act (2021) abgeräumt. Zu seinen Erfolgen zählen auch mehrere Top 10 Airplay-Charts Platzierungen und die Nomination für Best Urban Act of the year in den LUKAS Awards. Im April 2022 veröffentlichte Loco Escrito sein aktuelles Album "Fernando", das Platz 2 der Schweizer Albumcharts erreichte und mittlerweile in der Schweiz schon mit der Gold-Auszeichnung veredelt wurde.